# Богомолов, Иван Васильевич
Иван Васильевич Богомолов (6 сентября 1911 — 1 марта 1966) — советский военачальник, контр-адмирал, участник Великой Отечественной войны.

## Биография
Иван Васильевич Богомолов родился 6 сентября 1911 года в селе Косяково (ныне — Нурлатский район Татарстана). В 1937 году окончил Ленинградский индустриальный институт, и в том же году поступил на минно-торпедный факультет Военно-морской академии имени К. Е. Ворошилова. После её окончания в 1940 году служил в Управлении тыла Балтийского флота, был инженером по мастерской по ремонту торпедных аппаратов склада минно-торпедного отдела. В этой должности встретил начало Великой Отечественной войны.
В годы Великой Отечественной войны продолжал службу в Управлении тыла Балтийского флота, пройдя путь от инженера до начальника минно-торпедного отделения. Одновременно с работой в Управлении во время блокады Ленинграда исполнял обязанности инженера по производству отдела материально-технического снабжения Кронштадтского морского оборонительного района. Лично руководил работой производственных предприятий в этом районе по ремонту торпедного вооружения надводных кораблей и подводных лодок, добившись значительного повышения производительности труда. Его усилиями ремонтные предприятия района по итогам социалистического соревнования 1943 года заняли второе место среди всех подобных учреждений Материально-технического управления Военно-морского флота СССР.
В послевоенное время продолжал службу на Военно-морском флоте СССР. Возглавлял минно-торпедное отделение Кронштадтского морского оборонительного района, был помощником начальника торпедного арсенала по технической части. С июля 1950 года служил в Техническом управлении Главного Материально-технического управления Военно-морского флота СССР. В 1955—1960 годах возглавлял Материально-техническое управление Балтийского флота, а затем вплоть до самой смерти являлся начальником 15-го Морского арсенала Военно-морского флота. Умер 1 марта 1966 года, похоронен на Северном кладбище Санкт-Петербурга.

## Награды
- Орден Отечественной войны 2-й степени (25 мая 1945 года);
- 2 ордена Красной Звезды (29 апреля 1944 года, 26 февраля 1953 года);
- Медаль «За оборону Ленинграда» и другие медали.